# 레닌스키 프로스펙트역 (상트페테르부르크 지하철)
레닌스키 프로스펙트 역(러시아어: Ленинский проспект)은 러시아 상트페테르부르크 시에 있는 상트페테르부르크 지하철 키롭스코 비보륵스카야 선의 철도역이다. 이 역은 1977년 10월 5일에 개통되었다.

## 역사
이 역은 인근 역인 압토보 역 및 프로스펙트 베테라노프 역과 동일한 방식으로 개착식 공법을 이용하여 건설되었다. 1990년대 초반까지만 해도 레닌의 이름을 4중으로 기념한 이 역을 "레닌그라드의 V. I. 레닌 지하철, 레닌의 질서, 레닌스키 프로스펙트 역"으로 유명했다. 이와 같은 상황을 가진 또 다른 역사로 플로샤디 레니나 역이 있다.

## 시설
역의 출입구는 지하 보행자 교차로를 통해 연결되고 레닌스키 프로스펙트와 불바르 노바토로프 방향으로 출입구가 있다. 역의 깊이가 얕은 관계로, 두 출입구 모두 에스컬레이터가 설치되지 않았다.
이 역은 심도가 8m(26ft)의 위치하고 얕은 기둥의 역이다. 지하 홀은 건축가 A씨의 프로젝트에 따라 건설되었다.